# Taux de change d'équilibre
Le taux de change d'équilibre (ou taux de change d'équilibre fondamental) est le taux de change nécessaire à une devise sur le long terme pour que le pays qui utilise cette devise connaisse un équilibre interne (croissance maximale sans inflation) et préserve une balance des paiements soutenable.

## Concept
Lorsqu'une monnaie se situe dans un régime de change flottant, la valeur de la devise évolue selon la rencontre entre l'offre et la demande, qui fixe un prix d'équilibre. Toutefois, comme le remarque Agnès Bénassy-Quéré, « ce prix est très volatil, notamment parce qu’il répond à toutes sortes d’informations qui alimentent les marchés en continu et parce qu’il peut être l’objet de phénomènes spéculatifs ». Il est par conséquent impossible de tirer de la fixation de ce prix d'équilibre une conclusion sur la valeur réelle de la monnaie.
Les économistes ont ainsi cherché, dans les années 1980, à déterminer un taux de change réel, qui soit naturel pour la monnaie. Deux théories économiques se sont à ce titre opposées. La première est celle de la parité de pouvoir d'achat, utile à long terme, mais déficient à court terme. L'autre est la théorie du taux de change d'équilibre, qui a cherché à déterminer la valeur réelle d'une devise par rapport à une autre sur le long terme.
Ce second courant été développé par John Williamson en 1983, puis par le Fonds monétaire international à partir de 1984. Williamson remarque que le passage à des changes flottants depuis la fin du système de Bretton Woods a conduit à une instabilité des taux de change ; il préconise ainsi un passage à un régime de zones cibles, où la valeur de la monnaie devrait être compatible avec l'équilibre interne et externe de l'équilibre. L'équilibre interne est le taux de croissance qui n'accélère pas l'inflation (taux de croissance potentiel), et l'équilibre externe, celui qui permet une balance courante soutenable à long terme.
Le TCEF permet d'envisager la valeur nécessaire à une monnaie pour que l'équilibre externe et interne soit atteint, incluant les flux de capitaux. L'objectif de la théorie du taux de change d'équilibre fondamental est de déterminer quelle valeur une devise devrait atteindre pour atteindre l'équilibre de la balance courante. Cela permet de déterminer si une monnaie est sous-évaluée ou surévaluée. Il s'agit ainsi d'une norme de change, et non d'une prévision de la dynamique future.

## Débat épistémologique

### Dynamique non-stationnaire
Les tests économétriques réalisés sur le taux de change réel d'équilibre montrent qu'ils ne sont pas constants. Ils disposent d'une dynamique qui les rend non-stationnaires. Leur trajectoire est influencée par un grand nombre de facteurs. Certains chercheurs ont ainsi proposés que le taux de change d'équilibre ne soit pas défini de manière statique, mais « par rapport à une trajectoire d’équilibre compatible avec les équilibres internes et externes d’une économie ». 

### Importance des hypothèses
L'évaluation du taux de change d'équilibre fondamental est rendu compliquée par sa sensibilité à une hypothèse essentielle qui est celle du taux de croissance potentiel. En effet, le TCEF est celui qui assure un équilibre interne (croissance potentielle maximale) et externe (équilibre de la balance extérieure). Ainsi, le TCEF est parfois appelé « taux de change désiré d'équilibre », dans un sens normatif.